# شیکوکو (سگ)
سگ شیکوکو (انگلیسی: Shikoku dog) یکی از انواع سگ ژاپنی است.